# Perfide Albion

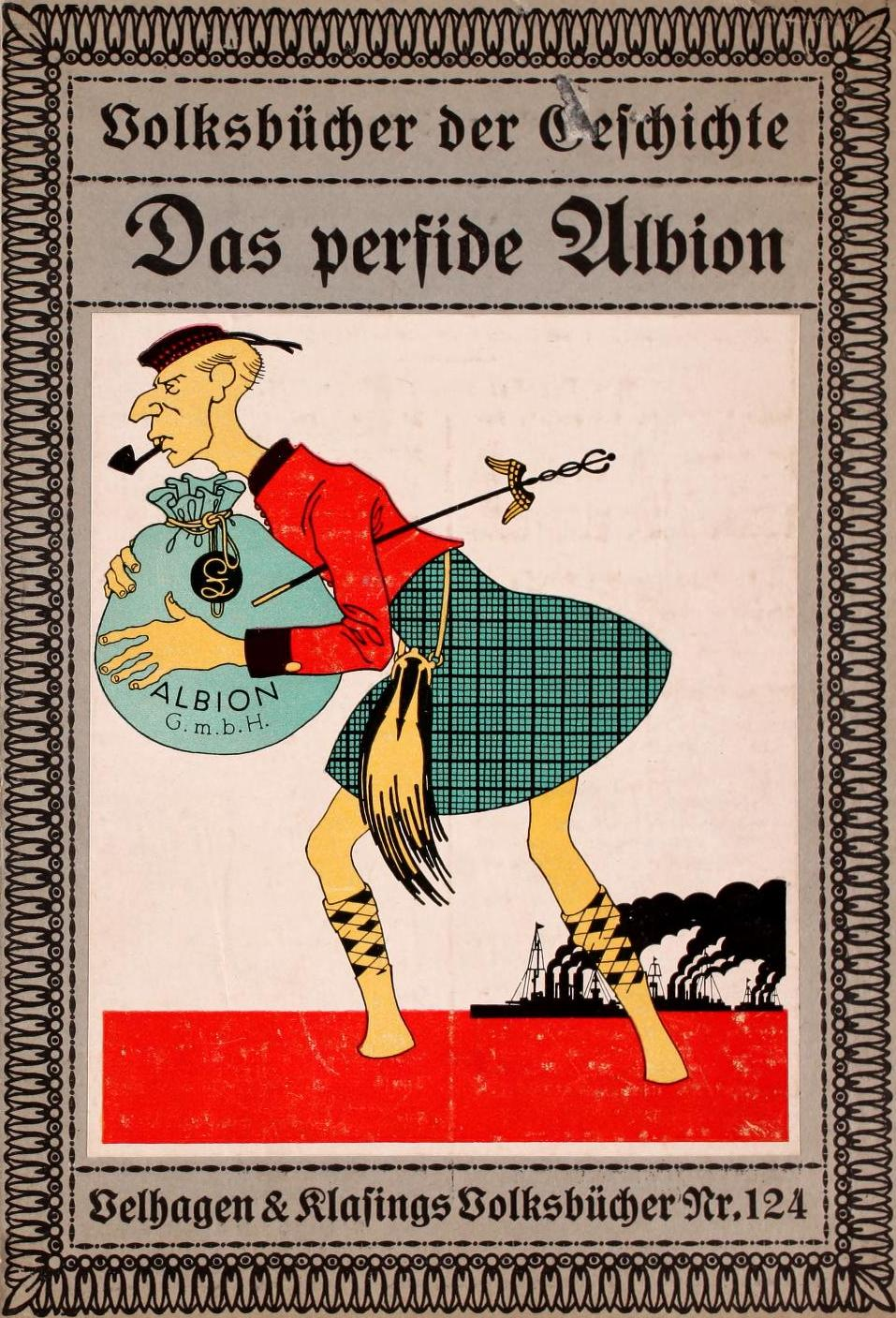
Das perfide Albion Propagande allemande anti-britannique de la Première Guerre mondiale. Le Royaume-Uni (en uniforme de British Army) dépeint pataugeant dans une mer de sang pour emporter le caducée de commerce et un sac de livres sterling marqué ALBION G.m.b.H.

« Perfide Albion » est une expression péjorative, énoncée parfois par plaisanterie pour désigner la Grande-Bretagne, alliant son ancien toponyme, Albion (et, par extension, le Royaume-Uni ou l'Angleterre), à une épithète dépréciative se rapportant à des actes présumés de duplicité et de trahison (en latin : perfidia).
L'expression, attribuée à Augustin Louis de Ximénès, a été utilisée pour la première fois au début du conflit franco-britannique pendant les guerres de la Révolution française. Pendant la Révolution française, l'opposition de la Grande-Bretagne aux révolutionnaires français a donné naissance à l'expression « perfide Albion » ; toute opposition aux idéaux révolutionnaires était interprétée comme une trahison. L'expression a été réutilisée plus d'une fois à l'époque des guerres révolutionnaires, largement diffusée dans la presse officielle du régime napoléonien et traduite dans les langues locales à travers l'Europe occupée par les Français.
L'expression « perfide Albion » avait des connotations classiques qui permettaient des comparaisons entre les honnêtes républicains romains (avec lesquels les Français s'identifiaient), en particulier Caton l'Ancien, et les Carthaginois malhonnêtes, dont la mauvaise foi proverbiale s'exprimait par l'expression gréco-romaine « Punica fides ». Une tradition française préexistante datant du Moyen Âge prétendait que la trahison, et en particulier le régicide, était une caractéristique des Anglais. L'accusation de trahison ou de perfidie était habituellement répétée en France chaque fois que les relations franco-britanniques devenaient hostiles.
L'idée que le Royaume-Uni était « perfide » est revenue dans le lexique populaire lors d'une crise internationale au Proche-Orient au cours de laquelle la France a de nouveau été isolée par le Royaume-Uni et les autres pays de l'ancienne alliance anti-bonapartiste. Après cette crise de 1840, au cours de laquelle l'expression se repopularise en allemand par Heinrich Heine, l'usage français est noté par Pierre Larousse dans la première édition du Grand Dictionnaire universel du XIXe siècle de 1866.
La formule « perfide Albion » elle-même est devenue l'objet d'études en français, anglais et allemand après la Première Guerre mondiale. Ayant été fortement utilisée au cours des deux guerres mondiales, le cliché continue d'être déployé dans le cadre des relations entre la France et le Royaume-Uni, et dans les politiques étrangères britanniques en général.

## Histoire

### Antécédents

#### Les Anglais et la trahison en France
Avant l'apparition de l'expression « Perfide Albion » à l'époque révolutionnaire, les Français pensaient depuis longtemps que la trahison était associée au caractère national du peuple anglais. Ce préjugé date du haut Moyen Âge. En France, la guerre de Cent Ans a été imputée au roi anglais, qui, par ses possessions en Europe continentale, était un sujet féodal du roi de France qui avait trahi son seigneur lige. Pour ses territoires de Gascogne et de Ponthieu, Édouard III (r. 1327-1377) avait rendu hommage à Philippe IV de France (r. 1285-1314). De plus, deux rois anglais avaient été déposés et tués au XIVe siècle : Édouard II (r. 1307-1327) et Richard II (r. 1377-1399). Ainsi, une attitude s'est développée en France selon laquelle les Anglais étaient particulièrement traîtres. Par la suite, la compréhension conventionnelle de la trahison anglaise a été déployée à chaque occasion ultérieure de différend dans les relations anglo-françaises, d'où le sentiment populaire de « les faux Anglais »:604–605.

En France, la déloyauté habituelle des Anglais a été blâmée pour l'alliance anti-française d'Henri VIII (r. 1509-1547) avec Charles Quint, pour la Réforme anglaise, pour la fin des relations anglo-papales et pour la persécution des catholiques. Les exécutions de Thomas More et de la reine Anne Boleyn ont également été vues de cette manière. L'exemple principal était l'emprisonnement et l'exécution d'une ancienne reine de France, reine d'Écosse et – selon le point de vue catholique – reine légitime d'Angleterre, Marie Stuart. En réponse à l'exécution de Marie Stuart, Élisabeth Ire a été appelée « perfide, desloiale » et ses compatriotes ont été appelés : « peuple yssu de Brutus, gent perfide et brutal … ». L'association stéréotypée en France du régicide avec les Anglais, s'étant établie aux XIVe et XVe siècles, a donc été fournie de nombreux exemples du comportement « perfide » et de « perfidie » des Anglais au XVIe siècle. Le mot était lié aux régicides, aux meurtriers, à la cruauté et à la barbarie:605–606.

Au cours des dernières guerres de Religion françaises, la faction anti-Bourbon, la Ligue catholique a utilisé l'expression « perfide Anglois » pour dénoncer l'alliance avec l'Angleterre recherchée par les Bourbons ; de leur côté, les partisans d'Henri IV de France (r. 1589-1610) utilisèrent d'un langage similaire pour accuser l'Espagne, l'alliée de la Ligue catholique:605–606. La Première révolution anglaise et l'exécution de Charles Ier (r. 1625-1649) provoquèrent la réaction conventionnelle en France:606.

En prêchant un sermon le jour de la fête de la circoncision à Metz en 1654, Jacques-Bénigne Bossuet remarqua,,:217 : 

« L'Angleterre, ah, la perfide Angleterre, que le rempart de ses mers rendait inaccessible aux Romains, la foi du Sauveur y est abordée. »,

— Jacques-Bénigne Bossuet, Œuvres de Bossuet

Néanmoins, Oliver Cromwell (r. 1653-1658) a allié son nouveau régime avec la France, et lorsque par la suite les rois Stuart ont été rétablis au pouvoir dans les îles Britanniques après l'interrègne anglais, les relations entre la France et l'Angleterre se sont beaucoup améliorées et le sentiment de déloyauté anglaise est devenu moins important:606. Cependant, lorsque le roi Stuart Jacques II d'Angleterre, d'Écosse, et d'Irlande (r. 1685-1688) a été déposé et remplacé par Guillaume III (r. 1688-1702) lors de la Glorieuse Révolution, le concept a refait surface:606. Jacques II et sa reine Marie de Modène s'enfuient en France, et Madame de Sévigné écrit dans sa lettre du 26 janvier 1689 à sa fille Madame de Grignan : « Le roi et la reine d'Angleterre sont bien mieux à Saint-Germain que dans leur perfide royaume »,:606.

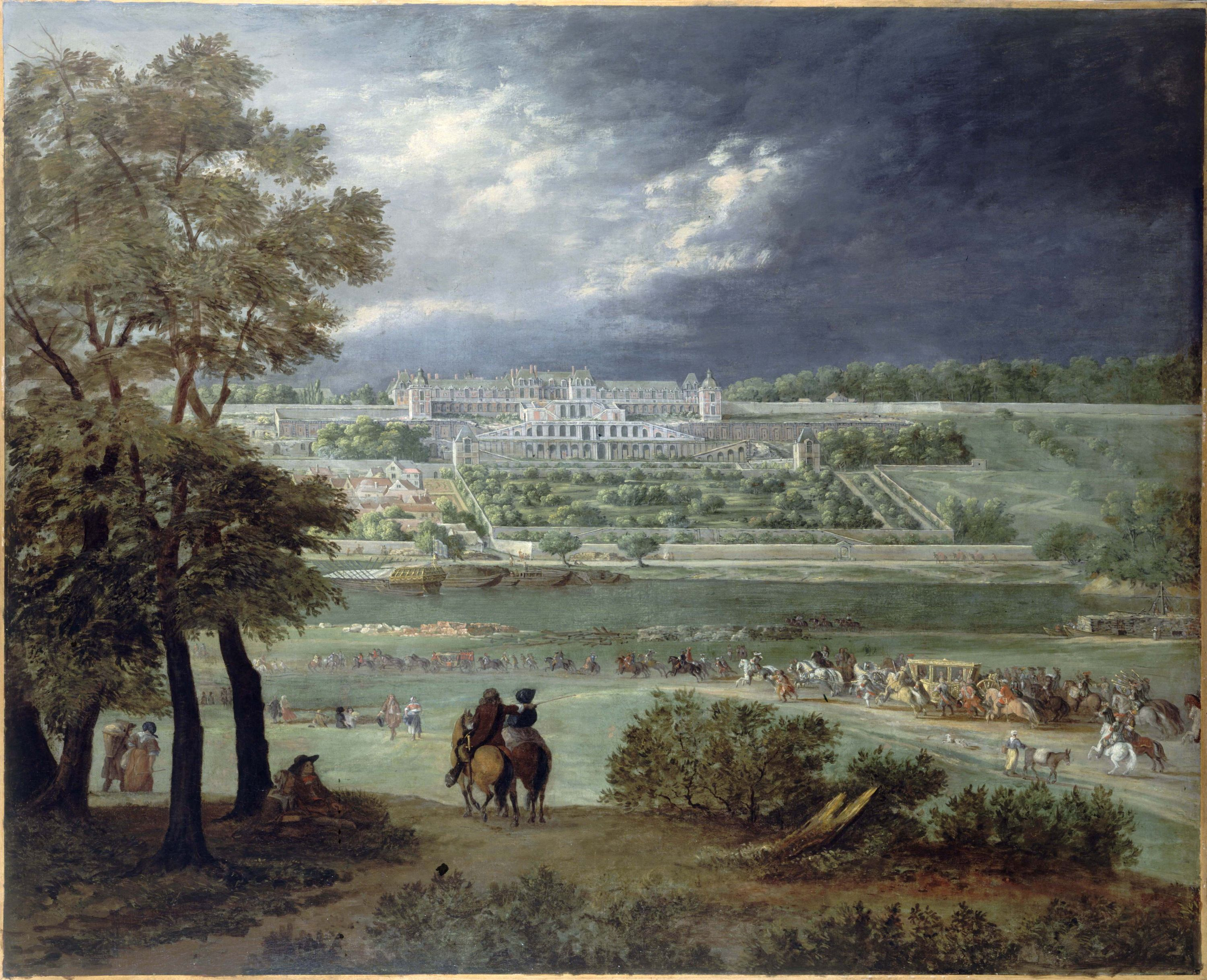
bien mieux à Saint-Germain que dans leur perfide royaume. Le château Neuf de Saint-Germain-en-Laye (par Adam François van der Meulen) : les rois Stuart déposés et exilés étaient hébergés par les rois de France à Saint-Germain. Leurs partisans et leurs descendants y restèrent jusqu'à ce que le château soit déclaré bien public lors de la Révolution française.

#### Les Britanniques et les Carthaginois en France

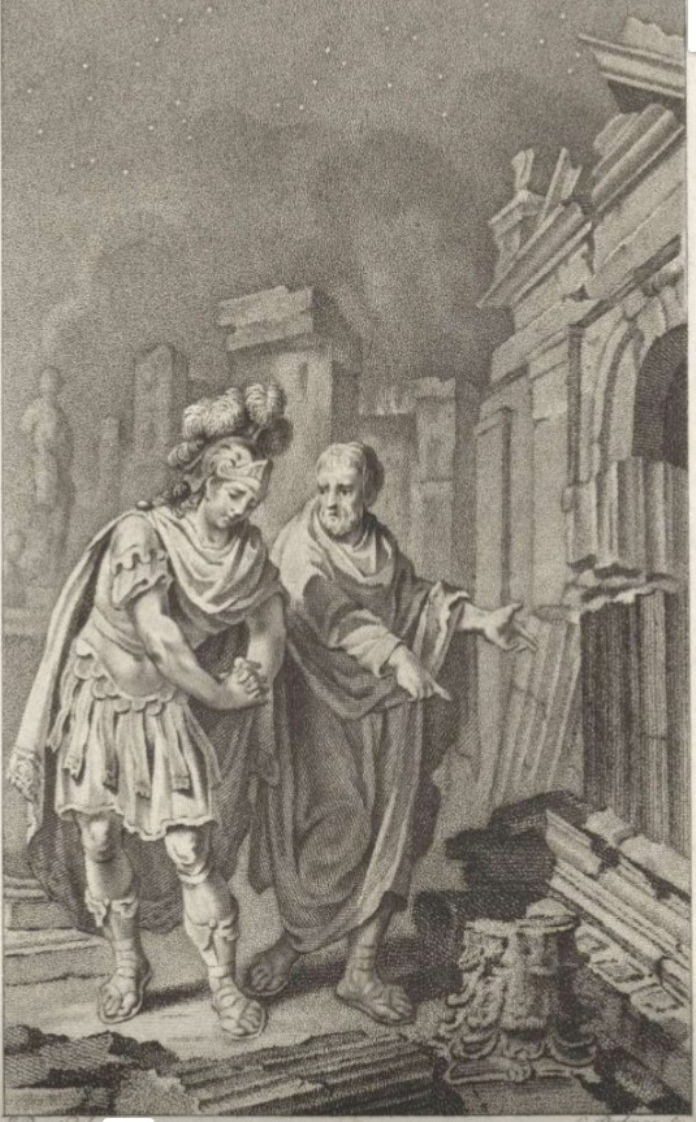
Scipion Émilien et son ami Polybe devant les ruines de Carthage en 146 av. J.-C. Gravure par Jacobus Buys, 1795 (Musée d'Amsterdam).

Dans le milieu néoclassique du XVIIIe siècle, les Carthaginois étaient comparés par les Français aux Britanniques, tandis que les Français eux-mêmes étaient présentés comme les Romains, qui ont finalement triomphé et complètement détruit Carthage (la troisième guerre punique). On croyait que Carthage et la Grande-Bretagne étaient habitées par un peuple corrompu, cupide et vicieux:610. Dans l'Antiquité classique, les Romains ont donné à Carthage et à la civilisation punique une réputation proverbiale de mauvaise foi. Tite-Live, écrivant son Ab Urbe condita libri, a dit d'Hannibal qu'il était encore plus perfide (en latin : perfidia) que ne l'étaient généralement les Puniques:610,, :
« has tantas viri virtutes ingentia vitia aequabant: inhumana crudelitas perfidia plus quam Punica, nihil veri nihil sancti, nullus deum metus nullum ius iurandum nulla religio. »
— Titus Livius, Ab Urbe condita libri, XXI:4
        
« De grands vices égalaient de si brillantes vertus : une cruauté excessive, une perfidie plus que punique, rien de vrai, rien de sacré pour lui, nulle crainte des dieux, nul respect des serments, nulle religion. »
Le terme latin perfidia avait le sens opposé du mot latin fides (« foi »):2. L'expression fides punica (« foi punique ») était d'usage à l'époque d'Auguste (r. 27-14), et Tite-Live imagine même qu'Hannibal lui-même utilise cette expression,,:257. L'expression « fides punica » se trouve pour la première fois dans la Guerre de Jugurtha de Salluste, mais le concept est beaucoup plus ancien et apparaît dans Poenulus de Plaute:257. Un préjugé similaire contre les Phéniciens apparentés apparaît dans l'Odyssée d'Homère,:258. Les Romains, en particulier Silius Italicus, blâmèrent la mauvaise foi des Carthaginois pour les guerres puniques:3. En 1755, sans déclaration de guerre, une escadre britannique conduite par l'amiral de la Royal Navy Edward Boscawen attaque au large de Terre-Neuve une petite escadre française. Cette bataille navale, le « combat du 8 juin 1755 », est une des batailles qui déclenchent la guerre de Sept Ans. À Brest, port d'attache de tant de ces marins français, un slogan fait alors son apparition : « Foi britannique, foi punique ». Écrivant anonymement, l'abbé français Séran de la Tour a publié son histoire des premières années de la guerre de Sept Ans à Paris en 1757. Il l'a intitulée : « Parallèle de la conduite des Carthaginois à l'égard des Romains dans la seconde guerre punique, avec la conduite de l'Angleterre à l'égard de la France dans la guerre déclarée par ces deux puissances en 1756 »:117.

#### Critiques de la politique étrangère britannique à la fin duXVIIIesiècle
L'idée spécifique que la politique étrangère britannique était perfide s'est développée sous le règne de Frédéric le Grand (r. 1740-1786) en Prusse. Pendant la guerre de Sept Ans, le Royaume-Uni et la Prusse se sont battus ensemble en tant qu'alliés. Cependant, en 1760, George III (r. 1760-1820) monta sur le trône britannique et en 1761 William Pitt l'Ancien tomba du pouvoir. Le gouvernement nouveau a entamé des négociations de paix, horrifiant les Prussiens:607–608. Sentant qu'il avait été abandonné par les Britanniques à l'heure du besoin de la Prusse, Frédéric a écrit – dans son Histoire de la guerre de Sept Ans en français publié en 1788 – sur la « conduite perfide des Anglais » et sur la « perfidie que ce ministre anglais fit au Roi ».

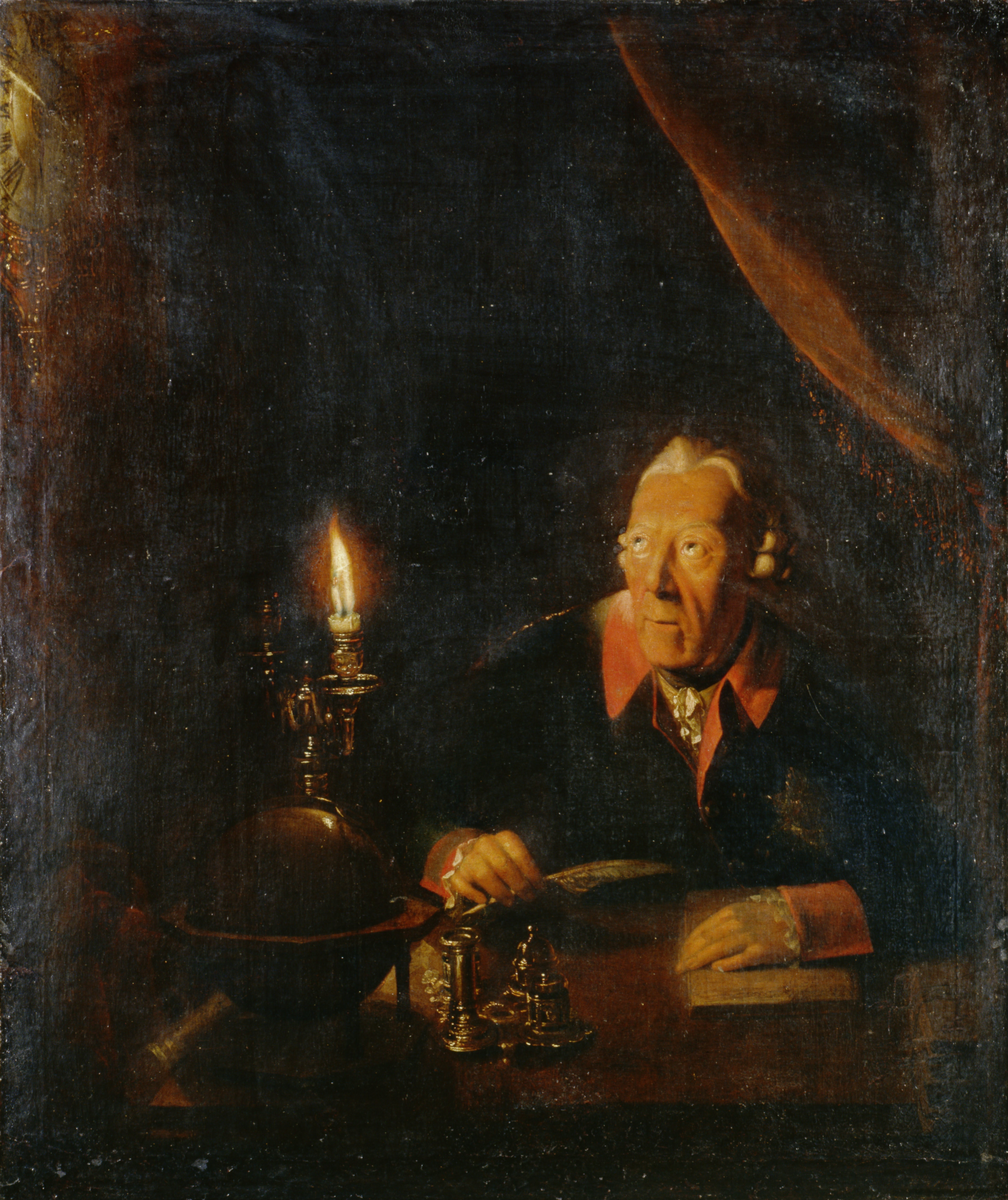
Frédéric le Grand par Johann Heinrich Christian Franke (c. 1786)

Frédéric – lui-même capable de ruses stratégiques et d'astuces diplomatiques et cherchant à se venger – a écrit en désapprouvant la politique étrangère du Royaume-Uni, cherchant à dissuader les hommes d'État de faire confiance à l'État britannique ::607–608

« Mais manquer de foi à son allié, mais tramer des complots contre lui, qu'à peine ses ennemis pourraient former, mais travailler avec ardeur à sa perte, le trahir, le vendre, l'assassiner, pour ainsi dire, de pareils tentats, des actions aussi noires, aussi abominables, doivent être rendues dans toute leur atrocité, pour épouvanter, par le jugement que la postérité en portera, tous ceux qui seraient capables d'en commettre de pareilles. »

— Frédéric le Grand, Histoire de la guerre de sept ans, XVI
Cette conception de la politique étrangère de l'État britannique en particulier trompeuse et prompte à trahir les alliés du Royaume-Uni s'est donc popularisée vers la fin du XVIIIe siècle. Des sentiments similaires ont été exprimés dans l'Amérique révolutionnaire, y compris par l'expatrié Thomas Paine. Après le succès de la révolution américaine, la Révolution française a adopté la même conception hostile de la politique britannique:607–608. Le terme « perfide » était cependant appliqué à tous les opposants à la Révolution (y compris : la cour royale et l'aristocratie françaises, Jean-Marie Roland de La Platière, Charles François Dumouriez et l'archiduché d'Autriche). Par conséquent, le même adjectif abusif était attaché à William Pitt le Jeune, au cabinet britannique et aux Anglais en général. La formule était loin d'être unique cependant, et la même opinion négative a été exprimée avec d'autres épithètes dépréciatives:608–609. Les érudits modernes diffèrent quant à savoir si les « perfides » évoqués dans le chant révolutionnaire La Marseillaise représentent ou non les Britanniques (ou les Anglais). Selon H. D. Schmidt, le terme est une insulte générale pour l'élément contre-révolutionnaire ; d'autre part Martyn Cornick écrit qu'il n'y a aucun doute quant à sa signification, l'associant spécifiquement à l'anglophobie:609,:14.

### Origine

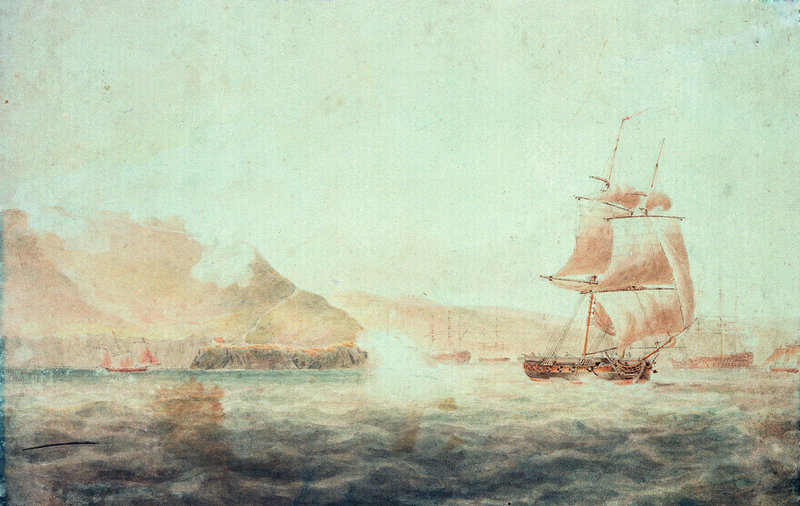
L'Incident Childers en 2 janvier 1793 : les défenses côtières de Brest attaquent l'HM Brig Childers, la première salve du conflit franco-britannique dans les guerres de la Révolution française.

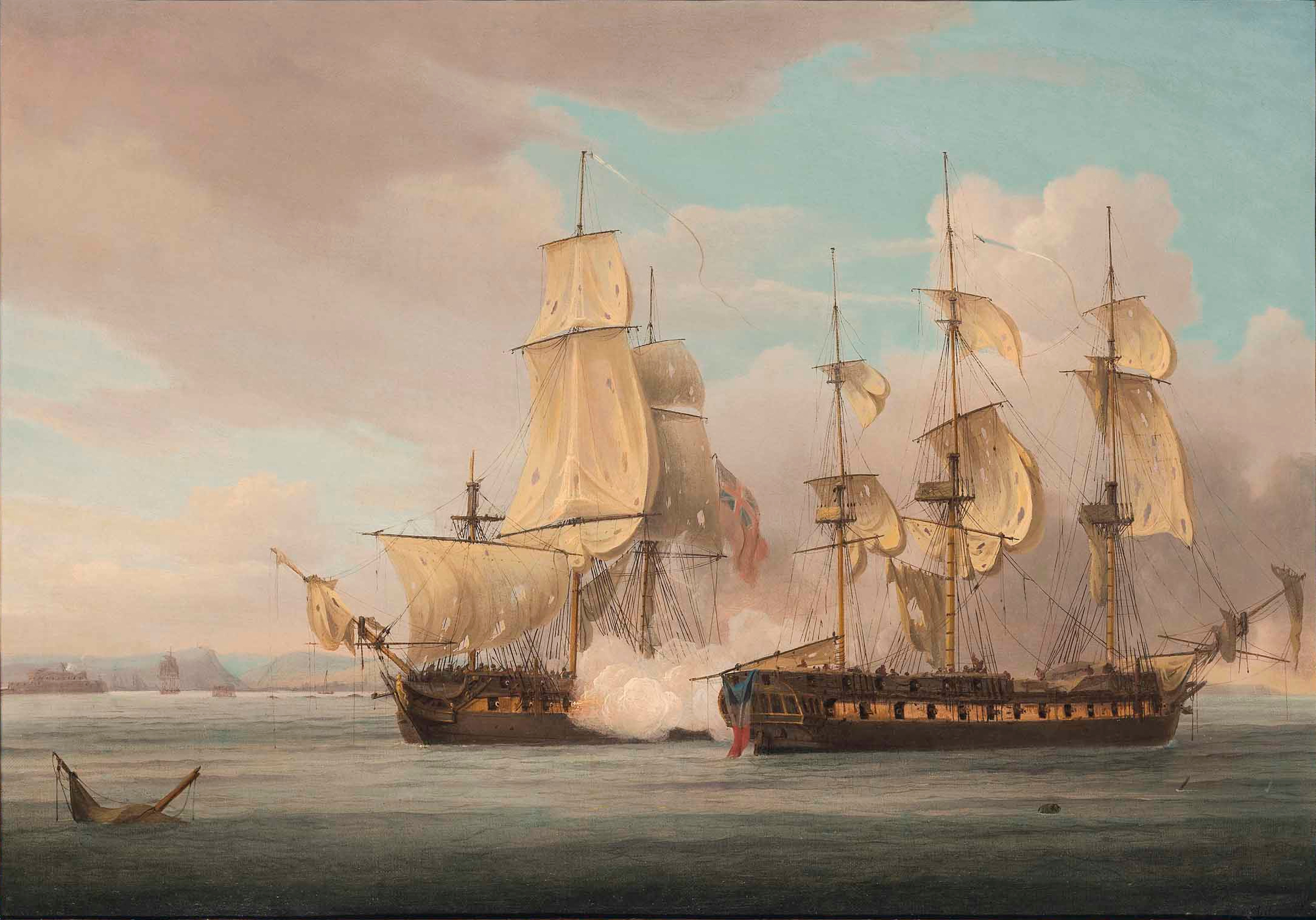
Les frégates HMS Crescent et La Réunion s'affrontent dans la Manche lors de l'. De Ximénès a publié son poème le même mois.

L'expression « perfide Albion » a été probablement utilisée pour la première fois après le début des hostilités franco-britanniques dans les guerres de la Révolution française. La formule figure alors dans un poème écrit en octobre 1793 par Augustin Louis de Ximénès,. De Ximénès a été inspiré par le fait que le Royaume-Uni de Grande-Bretagne a rejoint les alliés combattant la Première République française en 1793, pendant les guerres révolutionnaires,,:609. Le poème de Ximénès rappelle les exempla classiques des Athéniens, des Spartiates et des Romains, mentionnant Solon, Miltiade, Thémistocle, Phocion, Socrate, la bataille des Thermopyles et Camille après le sac de Rome par les Gaulois. Le poème encourage les Français à imiter « la foi de Regulus, et les mœurs de Caton », ainsi que « la grande âme des Émile », et présente la morale de ces républicains comme plus importantes pour le triomphe des Romains sur les Carthaginois que « le fer de Scipion ». Le poème se termine par une exhortation aux Français à attaquer la Grande-Bretagne, « la perfide Albion » : 

« Des Grecs et des Romains imitons le courage !

Attaquons dans ses eaux la perfide Albion !

Que nos fastes s'ouvrant par sa destruction

Marquent les jours de la victoire !

Que le monde vers nous, lentement attiré,

Sente de quels far deaux nous l'aurons délivré,

Et nous pardonne notre gloire. »

— Augustin, Marquis de Ximénèz, octobre 1793, L'Ère des Français

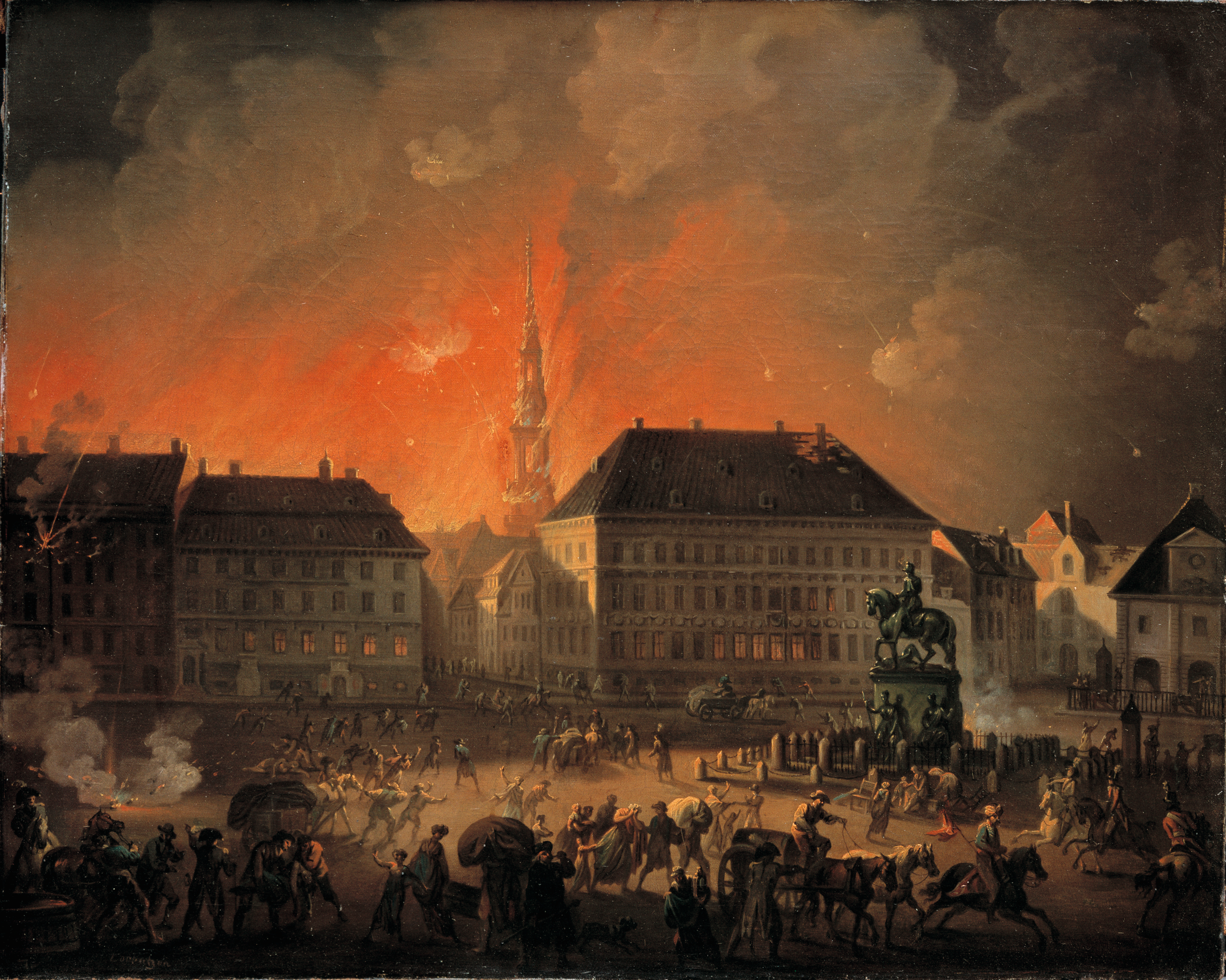
1807 Bataille de Copenhague par Christian August Lorentzen (Statens Museum for Kunst). L'exemple du bombardement britannique de Copenhague a été déployé par Thomas Jefferson, écrivant à John Langdon en 1810. Jefferson fait allusion sarcastiquement à « l'ami et protecteur de Copenhague » (« the friend and protector of Copenhagen »).

« Perfide Albion » est en anglais : « perfidious Albion » et cette traduction est en usage depuis 1798 ; cette année-là, il est apparu dans le Morning Post.

En 1807, Le Moniteur universel publia une traduction d'un vers anti-britannique de la presse allemande ; le texte allemand fait allusion à « Britannia » mais la traduction française utilise à la fois « Albion » et « perfides ». Cette différence de textes prouve que la conception était déjà un cliché politique en France, mais n'était pas encore d'actualité en allemand:612.
« O Britannia, sie haben gesiegt, die Völker des Westens und Südens, und, mit ewig grünem Lorbeer die Scheitel bekränzt, stehen sie deinen üblen Anschlägen gegenüber. »:612
— Septembre 1807, p. 408–409, Minerva (de)

« Albion ! ils ont vaincu, les peuples de l'Occident et du Sud ! et le front couronné de lauriers toujours verts, ils sont prêts à renverser tes perfides projets ! »:612

— no 286, 13 octobre 1807, Le Moniteur Universel
 À l'exception de la formulation originale de Ximénès, à cette époque, le nom « Albion » et l'adjectif « perfide » étaient utilisés séparément, mais en 1809, la formule composée « Albion perfide » était utilisée. Écrivant sur la mort de Jean Lannes, 1er duc de Montebello, une ode d'Henri Simon attaquait « Albion perfide »:612 :

« Lorsqu'à notre douleur en proie,
Nous pleurons ce mortel aimé,
Je crois voir la farouche joie
De l'Anglais partout diffamé.
Frémis ! Tremble, Albion perfide !
La France avait plus d'un Alcide
Dont tu redoubtes les regards;
Guidant notre armée invincible,
Il nous reste un lion terrible
Qui fera fuir tes léopards. »:74

— Henri Simon, Ode sur la mort du maréchal duc de Montebello tué à la bataille d'Essling, le 22 mai 1809.
La même année, l'expression « perfide Albion » apparaît dans une chanson patriotique adressée à la Garde nationale française:612 : 

« Race ennemie
Trop perfide Albion
Tremble ! ta tyrannie
Forme notre union. »

— Hommage à la garde nationale de l'Empire français. En août 1809.

### Diffusion et traduction
L'expression a été popularisée en 1813, lors d'une campagne de recrutement pour les guerres de Napoléon Ier,. Pendant sa formation militaire à Brienne, Napoléon avait été influencé par une « atmosphère d'anglophobie » résultant de la défaite de la France dans la guerre de Sept Ans. En janvier et février 1813, Napoléon enrôle une armée de toute l'Europe occupée par les Français. Les propagandistes français ont été chargés d'utiliser les formules « perfides insulaires » et « perfide Angleterre ». À cette occasion, l'action de Ludwig Yorck von Wartenburg, qui avait fait changer de camp de la Prusse, fut particulièrement soulignée:612–613 :

« une action, que les intrigues seules et l'or corrupteur de la perfide Albion ont pu ordir »:612–613

— № 43, 12 février 1813, Le Moniteur Universel
L'idée fut traduite en italien pour le département de l'Arno à Florence ; la version locale des proclamations disait :
« Mostrerete con nuove maraviglie all'Europa, e alla perfidia, e dispettosa Albione ... »:613
— № 21, 18 février 1813, Giornal del Dipartimento dell'Arno
L'expression française a été utilisée en allemand (allemand : das perfide Albion) à partir du début du XIXe siècle : la presse napoléonienne en langue allemande a adopté les traductions « falsch » et « treulos » pour « perfide »:612. (Une forme traduite était courante à l'époque d'Otto von Bismarck,.)
Après la mort de Napoléon, la trahison alléguée de Napoléon par le Royaume-Uni a donné une autre occasion pour l'emploi de la formule « perfide Albion ». Cependant, cette expression n'était qu'un slogan parmi tant d'autres. Germaine de Staël et Hermann de Wied (cités par le recueil de citations Geflügelte Worte (de)) ont employé la formule alternative « perfides insulaires »:612.
En 1840 et 1841, cependant, la formule est devenue plus généralement utilisée. (Au moment de la crise orientale de 1840 (en).)

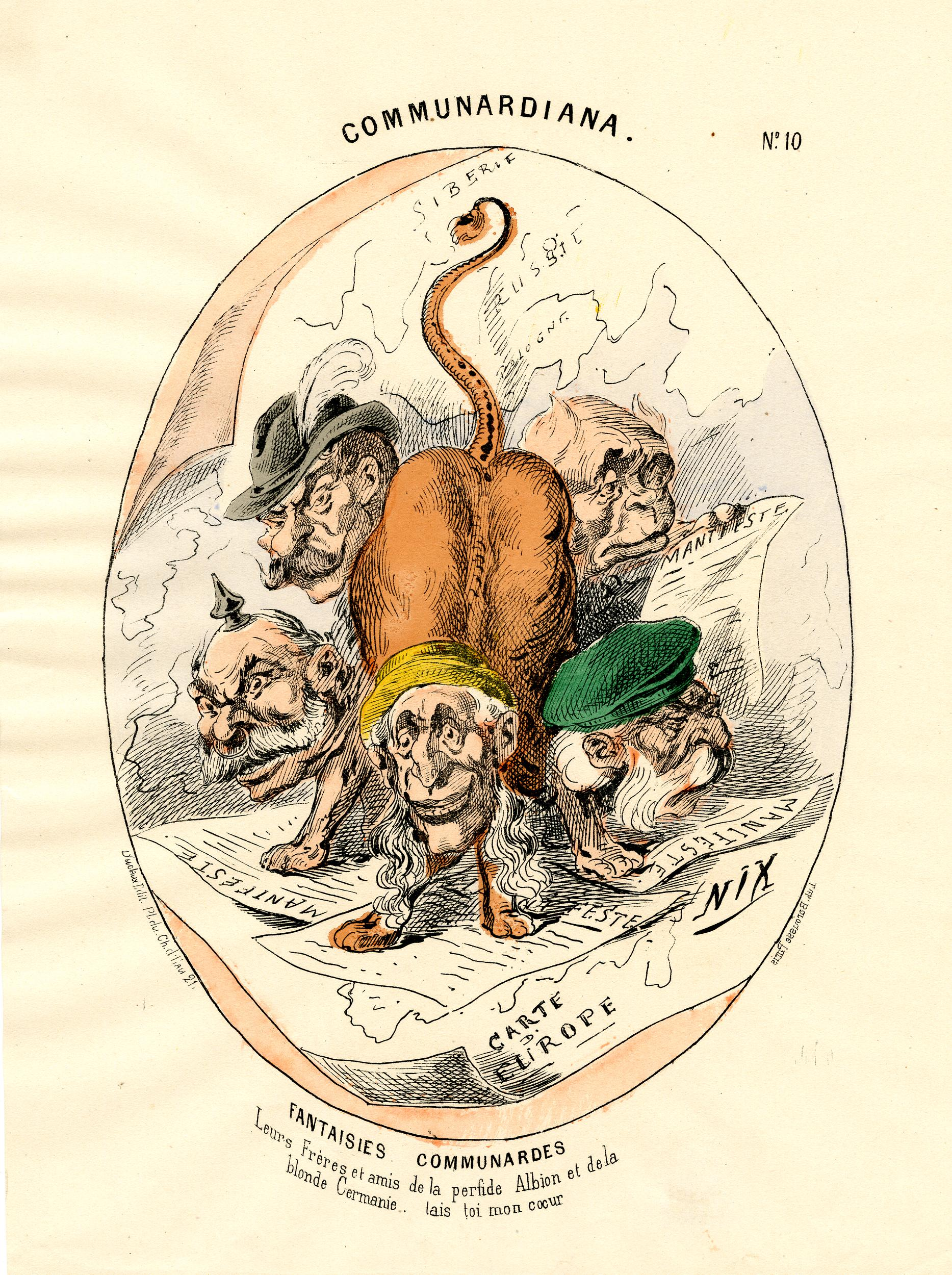
Caricature anti-britannique et anti-allemande d'Henri Demare (1871)

### Usage

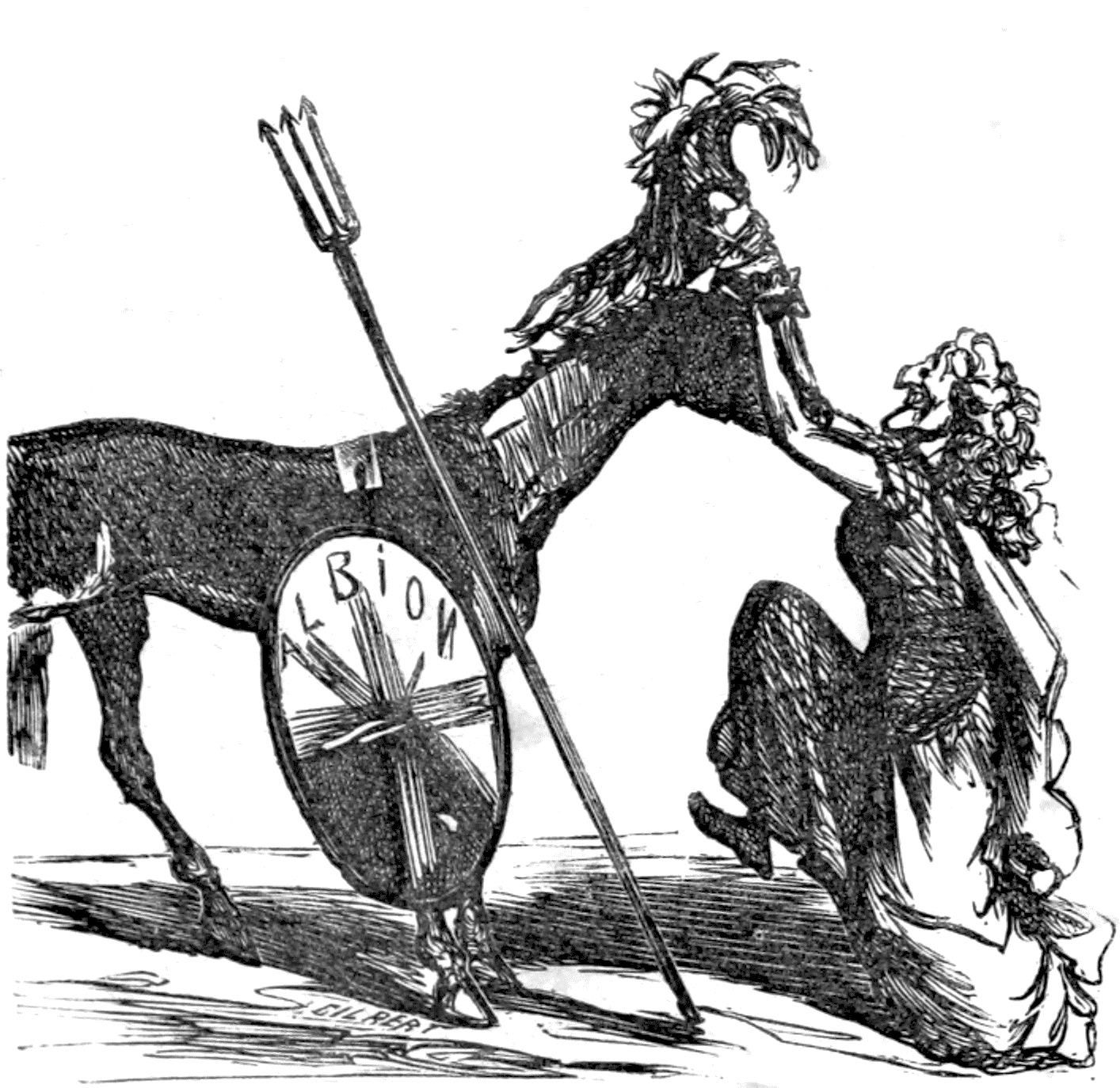
Ivre de joie, la perfide Albion fait tous les cadeaux possibles au vainqueur de Gladiateur Caricature anti-britannique d'Amédée de Noé, du journal Le Charivari, 1866. Britannia célèbre avec son pur-sang Gladiateur. Sur le bouclier Union Jack de Britannia se trouve le mot Albion.

Cette expression, avec le même sens et les mêmes mots, existe dans un grand nombre de langues européennes. L'antagonisme historique quasi permanent entre la Grande-Bretagne et la France comporte de nombreux faits historiques dont le déroulement sert d'arguments tendant à établir cette réputation de « perfidie ». L'expression « perfide Albion » refait son apparition chaque fois qu'une situation de concurrence ou de tension entre le Royaume-Uni et la France (en particulier, mais aussi d'autres pays) se présente.
Dans les caricatures de l'extérieur du Royaume-Uni, « l'Albion perfide » a été personnifié négativement comme John Bull.
Elle est particulièrement popularisée en France à la fin du XIXe siècle par sa reprise dans La Famille Fenouillard de Christophe : « La perfide Albion qui a brûlé Jeanne d'Arc sur le rocher de Sainte-Hélène ».
Dans le capitainerie générale de Cuba à la fin de la période impériale espagnole, le Royaume-Uni était décrié comme « perfide Albion », pour avoir aboli la traite négrière. Le soutien britannique à l'abolitionnisme a été perçu comme de l'hypocrisie, puisque les Britanniques ont auparavant soutenu l'esclavage pendant des siècles:11.
Pendant la bataille de France, les politiciens français se sont mutuellement reprochés la catastrophe. Ils ont rejeté l'idée d'une union franco-britannique. Au lieu de cela, ils ont accepté de se rendre plutôt que de continuer à se battre depuis un bastion en Bretagne ou en Afrique du Nord. L'attaque britannique de Mers el-Kébir provoqua un sentiment de « l'Albion perfide » et influença la décision de l'Assemblée nationale d'élire Philippe Pétain, inaugurant l'idéologie du pétainisme. Après Mers-el-Kebir, le fils de l'ancien empereur allemand, Guillaume de Prusse, écrivit par télégramme à Adolf Hitler que « la voie est libre pour un règlement définitif avec la perfide Albion » (« der Weg ist frei für eine endgültige Abrechnung mit dem perfiden Albion... Sieg Heil! »). La propagande allemande pendant les deux guerres mondiales a utilisé l'expression « perfide Albion » pour attaquer les alliances entre le Royaume-Uni et les Français,.
Après la révolution cubaine, le journal officiel Revolución a critiqué la décision britannique de suspendre les ventes d'armes à Cuba, attaquant les précédentes ventes d'armes du Royaume-Uni au régime de Battista. L'un des articles de Revolución déclarait que Cuba n'avait pas besoin de la « perfide Albion », accusant « l'Angleterre » d'être une colonie américaine « insignifiante » et une « nation décadente ». La révolution a commencé une longue période de méfiance mutuelle:215.
L'affaire dite « Soames » de février 1969 reste pour les historiens un des plus grands scandales de l'histoire de la diplomatie britannique. Une conversation confidentielle entre de Gaulle et l'ambassadeur britannique à Paris, Christopher Soames, débouche sur une crise diplomatique, qui touche toute l'Europe. Immédiatement détournée par les Britanniques, la conversation est révélée à Bonn et à Washington pour nuire aux relations franco-allemandes et protéger les relations anglo-américaines. Les événements sont réellement dirigés non par l'ambassadeur Soames, bouc émissaire dans l'affaire, mais par le Foreign Office. À Paris, Michel Debré, alors ministre des affaires étrangères, évoque la perfide Albion,,.
Alain Cadec, sénateur français des Côtes-d'Armor, a publié fin septembre 2021 un communiqué qu'il a intitulé « Brexit Pêche : la perfide Albion porte bien son nom » en relation avec le différend de 2021 à Jersey.

### Pourquoi «Albion»?
L'origine du mot viendrait de alba qui signifie blanc (en latin, on trouve l'adjectif albus : blanc) et renverrait à la blancheur des falaises crayeuses de Douvres. Albion est le nom latin de la Grande-Bretagne, que Pline l'Ancien mentionne dans ses écrits : Albion et Albiones.

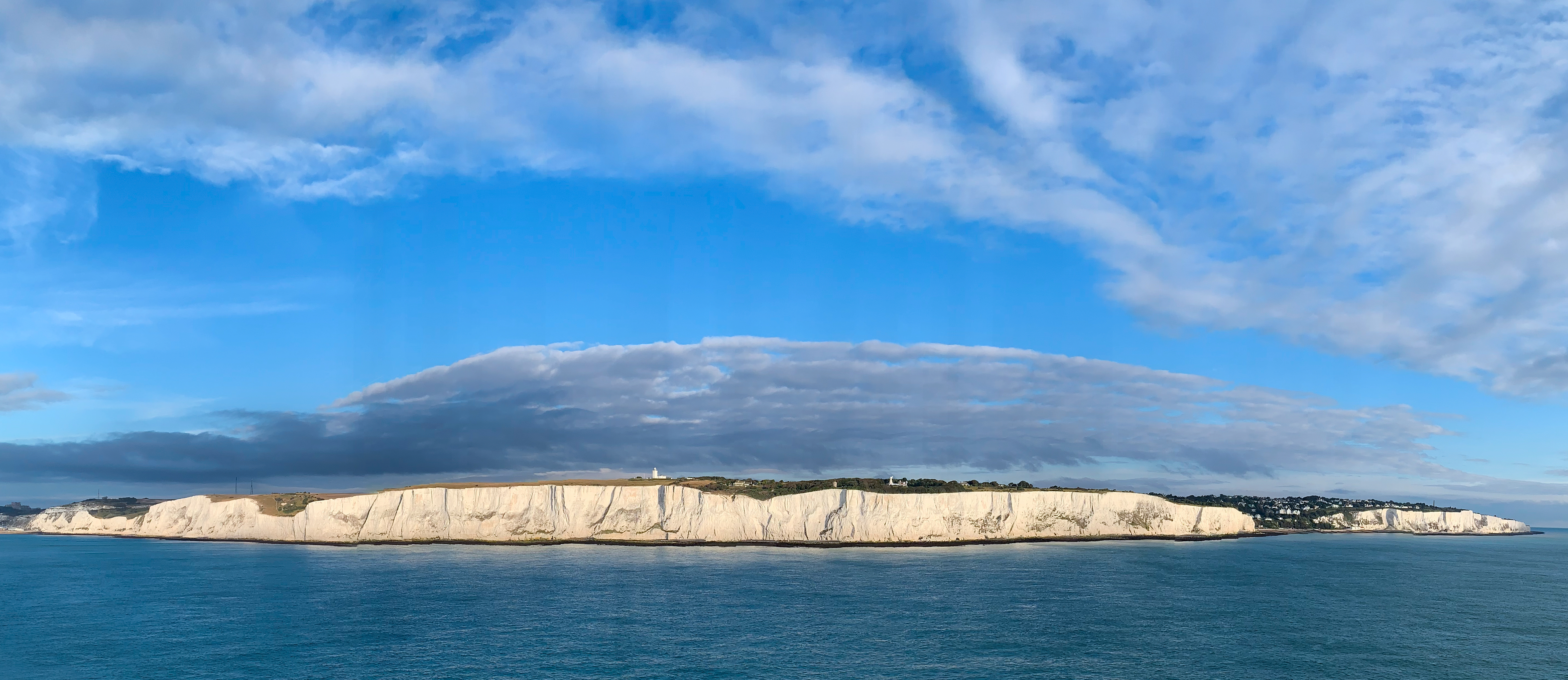
Les falaises blanches de Douvres.

Au début du VIIIe siècle, l'historien anglo-saxon Bède le Vénérable ouvre ainsi son Histoire ecclésiastique du peuple anglais : « La Bretagne est une île de l'Océan qui autrefois se nommait Albion » (« Brittania Oceani insula, cui quondam Albion nomen fuit »).

## Historiographie
En France, le premier tome du Grand Dictionnaire universel du XIXe siècle de l'encyclopédiste français Pierre Larousse fut publié en 1866. L'entrée sur « Albion » traitait de l'expression « la perfide Albion »:613–614,:615–616. Larousse atteste la banalisation de l'expression originellement poétique et il a reconnu la similitude avec le stéréotype romain de la civilisation punique, mais il a nié que le préjugé français était infondé :

« Mais ce mot se retrouve principalement dans cette locution très-populaire chez nous : la perfide Albion, qui sert a caractériser la mauvaise foi, la perfidie traditionnelle du gouvernement anglais. Cette expression, d’abord poétique, est devenue en quelque sorte triviale, et personne n’oserait aujourd’hui l’employer sérieusement. C’est le Punica fides des Romains. Toutefois, il est bon d’ajouter qu’il n’y a pas entre les deux locutions une similitude complète ; que l’expression française a plus de vérité que l’expression latine, et que Montesquieu ne dirait pas aussi justement ici :
« Ce ne fut que la victoire qui décida s’il fallait dire la foi romaine ou la foi punique. » »

— Pierre Larousse, Grand Dictionnaire universel du XIXe siècle
L'historien britannique A. J. P. Taylor a relié le concept de « perfide Albion » au refus britannique de céder Malte comme cela avait été stipulé dans le traité d'Amiens, car Napoléon ne s'était pas retiré du territoire occupé par les Français en Europe continentale. Taylor a attribué cela à une attitude britannique de deux poids, deux mesures :
« The British are entitled always to mistrust other people but others are not entitled to mistrust the British. That is why England is known or was known abroad as 'Perfide Albion', because the British have two standards, one for themselves and one for other people. »
— A. J. P. Taylor, How Wars Begin, 1977
        
« Les Britanniques ont toujours le droit de se méfier des autres, mais les autres n'ont pas le droit de se méfier des Britanniques. C'est pourquoi l'Angleterre est connue ou était connue à l'étranger sous le nom de « Perfide Albion », car les Britanniques ont deux normes, une pour eux-mêmes et une pour les autres. »
Les lexicographes français Alain Rey et Sophie Chantreau, dans l'entrée « Albion » de le Dictionnaire d'expressions et locutions publié par Dictionnaires Le Robert, ne mentionnent pas la Grande-Bretagne (ou le Royaume-Uni), seulement l'Angleterre. Ils nomment seulement Jacques-Bénigne Bossuet et Madame de Sévigné (dont aucun n'utilise l'expression « perfide Albion »). Rey et Chantreau interprètent le libellé du Grand Dictionnaire universel du XIXe siècle (« personne n'oserait aujourd'hui l'employer sérieusement ») comme « on ne sait plus l'employer que sur le mode plaisant » :

« La perfide Albion « l'Angleterre ». La rhétorique politique du XVIIe siècle associait volontiers à l'Angleterre l'adjectif perfide (Mme de Sévigné « Le roi et la reine d'Angleterre sont bien mieux à Saint-Germain que dans leur perfide royaume »). Bossuet se sert de l'expression avec une noble indignation, mais sa valeur poétique n'était plus évidente quand elle se répandit (sous le Premier Empire, avec des motifs politiques évidents) et Pierre Larousse, vers 1860, note dans son Grand Dictionnaire qu'on ne saurait plus l'employer que sur le mode plaisant. »

— Alain Rey et Sophie Chantreau, Dictionnaire d'expressions et locutions, deuxième édition mis à jour

L'historien français Roland Marx, dans l'entrée « Albion » de l'Encyclopædia Universalis, a écrit qu'après la conquête normande de l'Angleterre, les rois d'Angleterre ont cessé d'utiliser « Albion » dans leurs titres royaux comme l'avaient fait les rois de la période anglo-saxonne, et que par conséquent « Les poètes ont été bientôt seuls à utiliser une dénommée devenue visiblement désuète ». À propos de « perfide Albion » : 

« Le terme d'Albion désigne la Grande-Bretagne. Au temps des guerres révolutionnaires et napoléoniennes en particulier, et pendant une grande partie du XIXe siècle, puis dans les périodes de tension, il a été employé par bien des auteurs français accolé à l'épithète « perfide ». »

— Roland Marx, Encyclopædia Universalis
Dans son travail Diplomatie, l'ancien secrétaire d'État des États-Unis et conseiller à la sécurité nationale, Henry Kissinger, a écrit que les politiques étrangères du XIXe siècle justifiaient le terme « perfidious Albion ». Kissinger fait allusion aux politiques du Premier ministre britannique Henry John Temple, 3e vicomte Palmerston et de la politique du Royaume-Uni envers le royaume de Grèce, l'Empire russe et l'Empire ottoman dans le contexte de la question d'Orient : le principe de l'équilibre des puissances en Europe. Agissant dans l'intérêt national, les gouvernements britanniques du XIXe siècle ne forment pas d'alliances à long terme et cherchent à éviter les engagements politiques sur l'Europe continentale. Les gouvernements préférant former des alliances et des coalitions si nécessaire, :
« Of course, Great Britain's various ad hoc allies had objectives of their own, which usually involved an extension of influence or territory in Europe. When they went beyond what England considered appropriate, England switched sides or organized new coalitions against erstwhile allies in defense of the equilibrium. Its unsentimental persistence and self-centered determination earned Great Britain the epithet "Perfidious Albion." This type of diplomacy may not have reflected a particularly elevated attitude, but it preserved the peace of Europe, especially after the Metternich system began fraying at the edges. »
— Henry Kissinger, Diplomacy, 1994
        
« Bien entendu, les divers alliés ad hoc de la Grande-Bretagne avaient leurs propres objectifs, qui comprenaient en général l'extension de leur influence ou de leur territoire en Europe. Lorsqu'ils se montraient trop gourmands, l'Angleterre changeait de camp ou organisait de nouvelles coalitions contre ses alliés d'hier pour préserver l'équilibre. Sa persévérance dénuée de sentiment et sa détermination égoïste lui valurent le sobriquet de « perfide Albion ». Ce genre de diplomatie manquait peut-être de grandeur, mais elle préserva la paix européenne, surtout après que l'ordre de Metternich eut commencé à s'effilocher. »
L'historien britannique Kenneth O. Morgan a commenté les différents souvenirs populaires français et britanniques des événements de la Seconde Guerre mondiale, :
« The Second World War occupies a wholly different site of memory... Dunkirk in particular, a great defeat, is identified with Britain's will for victory by a versatile people who used fishing boats and pleasure steamers to get the boys back home. It is ironic that Dunkirk, a heroic concept in Britain, is widely regarded in France as a symbol of perfidious Albion leaving the French to their own devices and the mercies of the Wehrmacht. »
— Kenneth O. Morgan, « Great Britain, the United States, France and the two World Wars 1919–2003 », 2004
        
« La Deuxième guerre mondiale occupe un lieu de mémoire tout à fait différent... Tout particulièrement, Dunkerque – grande défaite – est identifiée avec la volonté de vaincre de la Grande-Bretagne, manifestée par un peuple qui montra son sens de l'improvisation en ayant recours aux embarcations de pêche et aux bateaux d'excursions en mer pour rapatrier les « Tommies ». Il est ironique que Dunkerque, qui évoque l'héroïsme en Grande-Bretagne, soit le plus souvent considéré en France comme le symbole de la perfide Albion laissant les Français à leur triste sort, à la merci de la Wehrmacht. »
L'historien israélien Benjamin Isaac compare le concept de « perfide Albion » à l'ancienne pratique consistant à stéréotyper les gens d'une autre culture comme habituellement trompeurs ou indifférents à la moralité du mensonge. Isaac fait allusion aux préjugés contre diverses cultures dans l'Antiquité et aux récriminations mutuelles des Israéliens et des Arabes. Selon Isaac, le racisme n'est plus acceptable, mais les préjugés exprimés en termes culturels se sont généralisés :
« … there is a well-established tradition going back to antiquity of accusing other peoples, notably enemies, of being consistent liars: the Phoenicians, Carthaginians, the Romans, Cretans, all southern peoples, but also the German tribes, and Jews. In another period we hear of "Perﬁdious Albion." »
— Benjamin Isaac, The Invention of Racism in Classical Antiquity, 2004
        
« … il existe une tradition bien établie qui remonte à l'antiquité pour accuser d'autres peuples, notamment ennemis, d'être des menteurs constants : les Phéniciens, les Carthaginois, les Romains, les Crétois, tous les peuples du Sud, mais aussi les tribus germaniques, et les Juifs. Dans une autre période, nous entendons parler de « perfide Albion ». »
L'historien américain John B. Quigley (en) suggère, dans un article intitulé « The Perfidy of Albion », que le gouvernement britannique du début des années 1920 a reconnu que les promesses mutuellement contradictoires faites dans la correspondance McMahon-Hussein et la déclaration Balfour ne pouvaient pas toutes les deux être tenues, mais aussi que renoncer à l'une ou à l'autre aurait des conséquences dommageables pour la réputation du Royaume-Uni sur la scène internationale et en Palestine mandataire elle-même. Cependant, Victor Cavendish, 9e duc de Devonshire et secrétaire d'État aux Colonies, a écrit le 17 février 1923 que si le Royaume-Uni devait répudier la déclaration Balfour, la réputation des Britanniques serait irrémédiablement endommagée : We should, indeed, stand convicted of an act of perfidy, from which it is hardly too much to say that our good name would never recover (« Nous serions, en effet, reconnus coupables d'un acte de perfidie, dont il n'est guère exagéré de dire que notre réputation ne se relèvera jamais »):269.

## Quelques citations
- « Dès qu’Antoine est à sec, plus joyeuse qu’un merle,
Cléopâtre s’enfuit sur l’aile d’un steamer,
Et, de Waterloo-Road affrontant la rumeur,
Puise à ces fonds secrets que, pour ses amourettes,
La perfide Albion avance à nos lorettes. » (Théodore de Banville, Éveil, Odes funambulesques, novembre 1845)[53]
- « Et la guerre ? Et les forfanteries de la perfide Albion tournant en eau de boudin ? Farce ! Farce ! » (Gustave Flaubert, Correspondances, 1er mars 1878)[54]
- « La perfide Albion est devenue la douce Albion, l'humaine Albion. Elle parle américain. » (Jean Dutourd, Carnet d'un émigré, 1973)[55]
- « Perfide Albion je te maudis

Depuis le jour où tu m'as séduit
Je pense à toi en plein Paris
C'est malgré moi j'ai le mal de ton pays
Perfide Albion paradis maudit
T'aimer c'est comme une maladie
Un mal sournois qui se déguise
Pour vous frapper au bord de la Tamise
(...)
Perfide Albion je te maudis
Le cœur branché sur la BBC
Je ferme les yeux pour t'écouter
Et j'me sens mieux c'est comme si j'y étais » (Yves Martin, Perfide Albion, 1982)
- « Quand la perfide Albion

Commande Pénélope
À toutes les deux elles font
Une belle paire de salopes
Elles partirent aux Malouines
En culotte de satin
Pour refiler la chtouille
Aux braves Argentins » (Pierre Perret, Quelle époque on vit, 1986)
- « La perfide Albion devient la chère et loyale Angleterre » (François Crouzet, Images d'Outre-Manche, 2006)[58]
- « On est peut-être les gentlemen anglais fair-play, mais on est aussi les enfoirés de la perfide Albion » (John le Carré, Un traître à notre goût, 2010)[59]